# Bandama

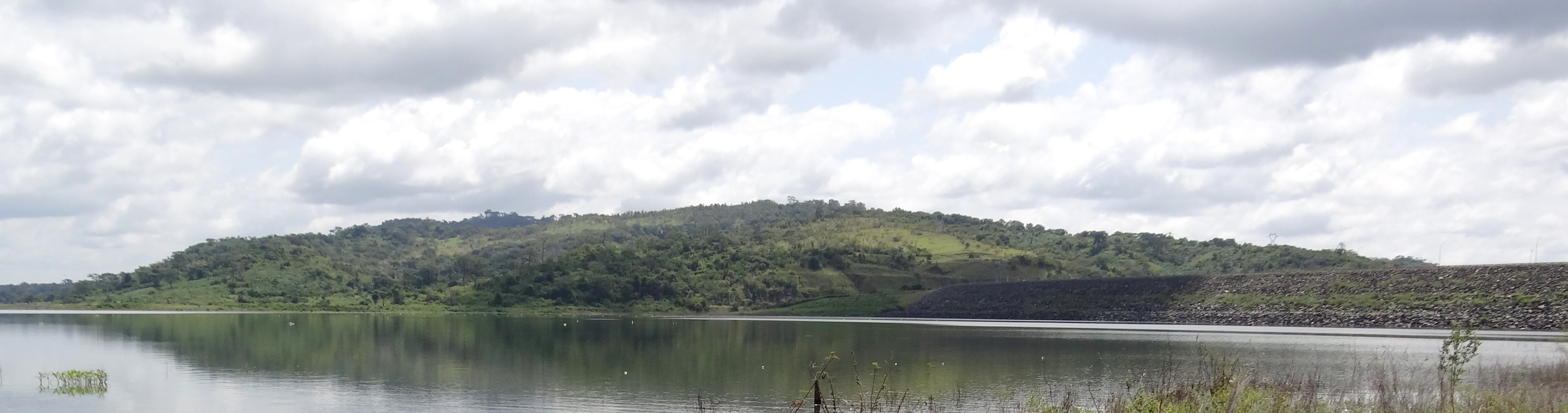
De Kossoudam gezien vanop het stuwmeer

De Bandama is een van de langste en belangrijkste rivieren van Ivoorkust. De 800 km lange rivier ontspringt in het noorden van het land, vormt in het centrum het Kossoumeer en mondt uit in de Golf van Guinee nabij Grand-Lahou.

## Witte Bandama
De bovenloop van de Bandama wordt de Witte Bandama genoemd om deze te onderscheiden van de Rode Bandama of Marahoué, een zijrivier. De Witte Bandama ontspringt in het hoogland ten westen van de stad Korhogo. De rivier vloeit eerst noord- en oostwaarts en vormt een boog om Korhogo. Daarna stroomt de rivier naar het zuiden.
Tussen 1969 en 1972 werd de Kossoudam gebouwd op de Witte Bandama. Zo ontstond het Kossoumeer, het grootste meer van het land. De stuwdam voorziet elektriciteit en het meer dient voor de bevloeiing van landbouwgronden en voor visserij.

## Benedenloop
Ten zuiden van de Kossoudam vloeit de Rode Bandama of Marahoué, de belangrijkste zijrivier op de rechteroever, in de Bandama. Verderop, ter hoogte van Tiassalé, vloeit de N'Zi, de belangrijkste zijrivier op de linkeroever, in de Bandama. Enkel de laatste 56 km van de loop van de Bandama zijn bevaarbaar. De rivier mondt via de Lagune van Tadio uit in de Golf van Guinee bij de stad Grand-Lahou. Op de linkeroever van de Bandama werd daar het Kanaal van Assagny gegraven, dat evenwijdig met de kust loopt en de Bandama verbindt met de Lagune van Ébrié in het oosten en zo met Abidjan.